# Лондон, Джек
Джек Ло́ндон (англ. Jack London; настоящее имя — Джон Гри́ффит Ло́ндон (англ. John Griffith London); фамилия при рождении — Че́йни (англ. Chaney); 12 января 1876, Сан-Франциско, Калифорния, США — 2 ноября 1916, Глен-Эллен, Калифорния, США) — американский писатель и журналист, военный корреспондент, общественный деятель. Наиболее известен как автор приключенческих рассказов и романов. 

## Жизнь и творчество
Джек Лондон родился 12 января 1876 года в Сан-Франциско. Его мать — Флора Веллман (англ. Flora Wellman) — была пятым и последним ребёнком строителя Пенсильванского канала Маршалла Веллмана, происходившего по мужской линии от Томаса Веллмана (1615—1672), английского пуританина, обосновавшегося в Массачусетсе. Матерью Флоры была валлийка Элеанор Гарретт Джонс (англ. Eleanor Garrett Jones). Флора была учителем музыки, увлекалась спиритизмом. Она забеременела от астролога Уильяма Чейни, этнического ирландца, с которым совместно жила некоторое время в Сан-Франциско. Узнав о беременности Флоры, Уильям стал настаивать на том, чтобы она сделала аборт. Флора категорически отказалась и в порыве отчаяния попыталась застрелиться, однако лишь слегка ранила себя. В газетах того времени была поднята страшная шумиха (например, в статье «Покинутая жена» в «Кроникл»), имя Уильяма Чейни было опорочено, что впоследствии послужило причиной его отказа признать отцовство (в 1897 году Джек Лондон отправил Чейни несколько писем, желая получить ответ на вопрос, приходится ли тот ему отцом или нет, но адресат однозначно отрицал отцовство).
После рождения малыша Флора оставила его на какое-то время, поручив его своей соседке, бывшей рабыне Вирджинии (Дженни) Принстер. Так темнокожая нянька заменила мать мальчику, для которого потом на протяжении всей его жизни оставалась важным человеком, и он всегда вспоминал об этой женщине с большой теплотой. В конце того же 1876 года Флора вышла замуж за фермера Джона Лондона, инвалида и ветерана Гражданской войны в США, который и усыновил ребёнка, дав ему свою фамилию. Флора забрала сына к себе, в новую семью, в которую Джон Лондон привёл двух своих дочерей (старшая из них — Элиза — стала в дальнейшем верным другом и ангелом-хранителем Джека на всю жизнь). Именно тогда мальчик получил имя Джон Лондон, но позднее свои литературные произведения стал подписывать именем Джек (уменьшительная форма от имени Джон); под этим именем он впоследствии прославился как писатель. Семья Лондонов поселилась в рабочем районе Сан-Франциско, к югу от Маркет-стрит. В это время страна была охвачена жесточайшим экономическим кризисом, начавшимся в 1873 году, сотни тысяч людей потеряли работу и скитались от города к городу в поисках случайного заработка. Отчим Джека предпринял несколько попыток заняться фермерством, но его усилия были сведены на нет Флорой, всегда носившейся с авантюрными планами быстрого обогащения. Постоянно испытывая нужду, семья переезжала с места на место, пока не обосновалась в соседнем с Сан-Франциско городе Окленде, где Джек Лондон наконец окончил начальную школу.

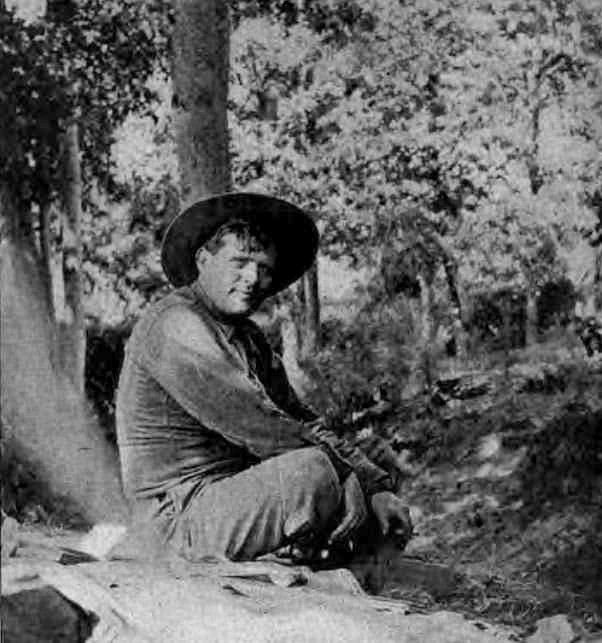
Джек Лондон. 1914 год

После смерти Джона, семья лишилась своего главы, оставшись фактически без средств к существованию, а Джеку пришлось рано начать самостоятельную трудовую жизнь, полную лишений. Будучи школьником, он продавал утренние и вечерние газеты, по выходным подрабатывал в кегельбане, расставляя кегли, а также уборщиком пивных павильонов в парке. По окончании начальной школы, в возрасте четырнадцати лет, он поступил на консервную фабрику рабочим. Работа была очень тяжёлой, и он ушёл с этого предприятия, чтобы, по его выражению, «окончательно не превратиться в рабочую скотину». За 300 долларов, одолженных у Прентисс, он купил подержанную шхуну «Рэззл-Дэззл» (англ. Razzle-Dazzle) и стал «устричным пиратом»: нелегально ловил устриц в бухте Сан-Франциско и продавал в рестораны. В те годы там существовала браконьерская «устричная флотилия». Пятнадцатилетний подросток вполне освоил взрослую жизнь и даже завёл себе подругу. Благодаря отважному характеру Джека (он вскоре сделался «королём пиратов») его переманил на службу рыбацкий патруль, который как раз боролся с браконьерами. Этому периоду жизни Джека Лондона посвящены «Рассказы рыбачьего патруля».
Тогда же подросток пристрастился к спиртному, и эта склонность впоследствии вылилась в хронический алкоголизм, что, впрочем, не помешало рабочему парню из Окленда экстерном сдать экзамены на аттестат зрелости и поступить в университет, где он проучился год.
В 1893 году нанялся матросом на промысловую шхуну «Софи Сазерленд», отправляющуюся на ловлю котиков к берегам Японии и в Берингово море. Первое плавание дало Лондону много ярких впечатлений, которые легли затем в основу многих его морских рассказов и романов («Морской волк» и др.). Вернувшись через семь месяцев домой, он какое-то время был рабочим на джутовой фабрике, гладильщиком в прачечной и кочегаром (роман «Мартин Иден» и автобиографическая повесть «Джон Ячменное Зерно»).

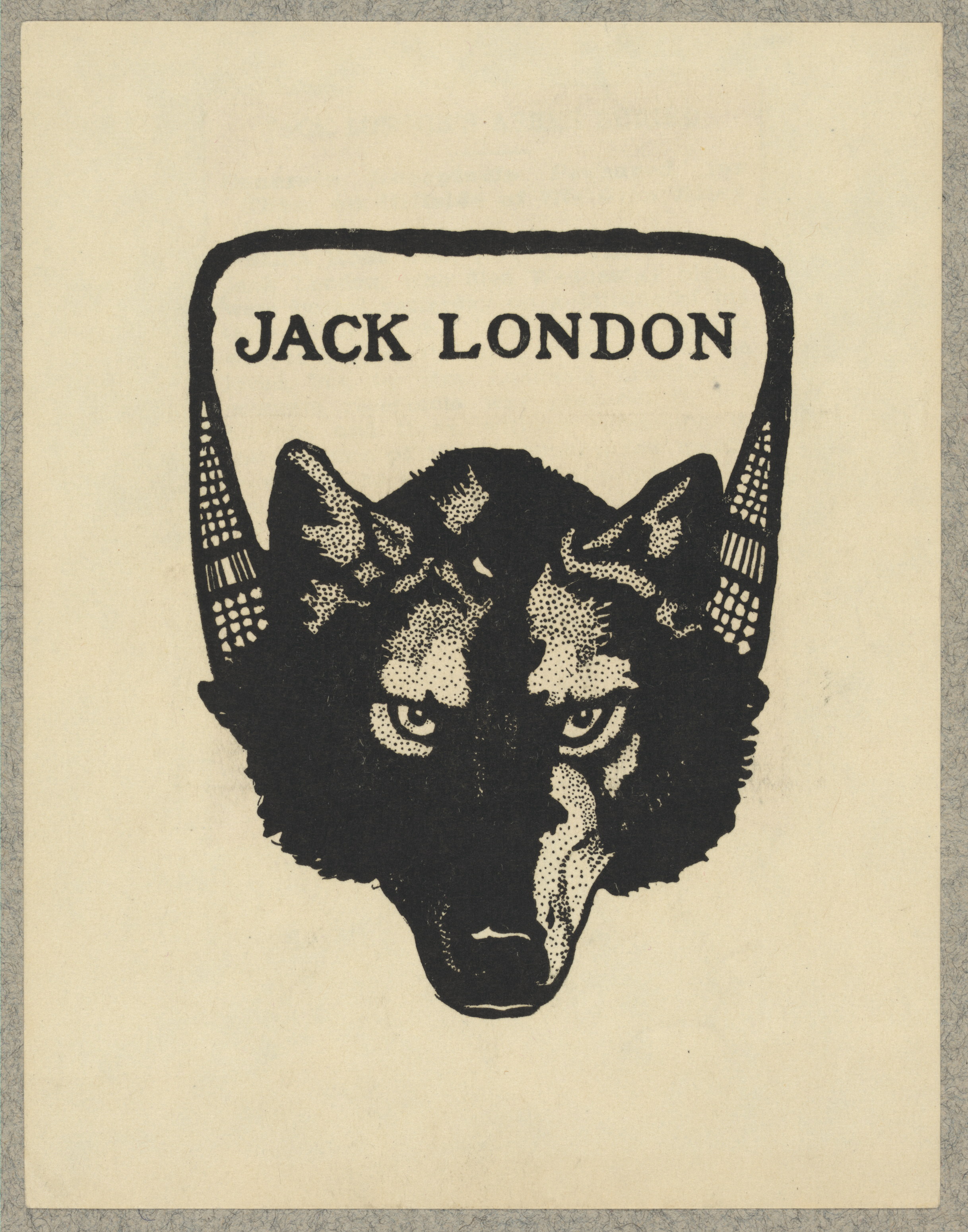
Экслибрис Джека Лондона

Первый очерк Лондона «Тайфун у берегов Японии», за который он получил первую премию одной из газет Сан-Франциско, был опубликован 12 ноября 1893 года и послужил началом его литературной карьеры.
В 1895 году принимал участие в походе безработных на Вашингтон (очерк «Держись!»), был арестован близ Ниагара-Фоллс за бродяжничество (очерк «Сцапали!»), после чего месяц просидел в тюрьме в Буффало («Исправительная тюрьма»). Во время скитаний по дорогам с армией бродяг Лондон пришёл к выводу, что физический труд не может обеспечить человеку достойного существования и ценится только труд интеллектуальный. В это время у него возникает убеждённость, что он должен стать писателем. В походе он впервые обстоятельно знакомится с социалистическими идеями (и, в частности, с «Манифестом Коммунистической партии» Маркса и Энгельса), которые произвели на него огромное впечатление. В 1895 году он вступил в Социалистическую трудовую партию Америки, с 1900 года (в некоторых источниках указан 1901 год) — член Социалистической партии Америки, из которой выбыл в 1914 году (в некоторых источниках указан 1916 год). В заявлении о выходе из партии причиной была названа потеря веры в её «боевой дух» (имелся в виду отход партии от пути революционного преобразования общества и взятый ею курс на постепенный реформистский путь к социализму). Вернувшись домой, Джек поступает в среднюю школу. В школьном журнале «The Aegis» он публикует свои первые социалистические очерки и рассказы о временах своих странствий по дорогам США. Темпы обучения его категорически не устраивали, и он принимает решение бросить школу и готовиться самостоятельно к поступлению в Калифорнийский университет.
Успешно сдав вступительные экзамены, Джек Лондон поступил в Калифорнийский университет, но после 3-го семестра из-за отсутствия средств на учёбу вынужден был уйти.

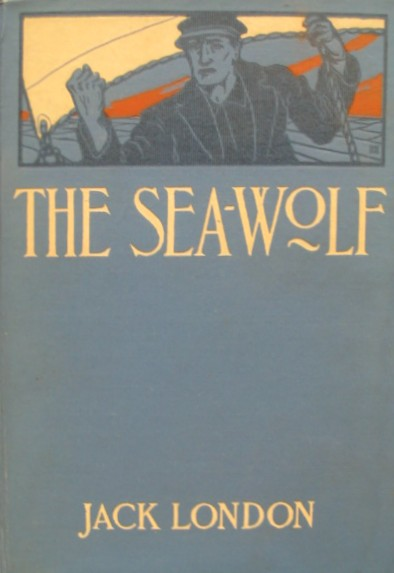
«Морской волк». 1904. Первое издание

Весной 1897 года Джек Лондон поддался «золотой лихорадке» и уехал на Аляску. Поначалу Джеку с товарищами сопутствовала удача: опередив многих других золотоискателей, они смогли пробиться к верховьям реки Юкон и застолбить участок. Но золота на нём не оказалось, а застолбить новый до весны не представлялось возможным, и, в довершение всего, во время зимовки Лондон заболел цингой. В Сан-Франциско он вернулся в 1898 году, испытав на себе все прелести северной зимы. Вместо золота судьба одарила Джека Лондона встречами с будущими героями его произведений.
Более серьёзно заниматься литературой стал в возрасте 23 лет, после возвращения с Аляски: первые «северные» рассказы были опубликованы в 1899 году, а уже в 1900 году была издана его первая книга — сборник рассказов «Сын волка». Затем последовали следующие сборники рассказов: «Бог его отцов» (Чикаго, 1901), «Дети мороза» (Нью-Йорк, 1902), «Вера в человека» (Нью-Йорк, 1904), «Лунный лик» (Нью-Йорк, 1906), «Потерянный лик» (Нью-Йорк, 1910), а также романы «Дочь снегов» (1902), «Морской волк» (1904), «Мартин Иден» (1909), принёсшие писателю широчайшую популярность. Работал писатель очень много, по 15—17 часов в день, и написал около 40 книг за всю свою не очень длинную писательскую жизнь.
Художественный метод Лондона выражается прежде всего в стремлении показать человека в тяжёлой жизненной ситуации, на переломе судьбы; реалистические описания обстоятельств сочетаются у него с духом романтики и приключений (сам автор определял свой стиль как «вдохновенный реализм, проникнутый верой в человека и его стремления»). Для произведений Лондона характерен особый поэтический язык, быстрое введение читателя в действие своего произведения, принцип симметричности повествования, характеристика героев через диалоги и мысли. Своими литературными учителями он считал Р. Стивенсона и Р. Киплинга (хотя с шовинистическим мировоззрением последнего Лондон не соглашался, восхищаясь лишь его стилистическими достоинствами). Огромное влияние на жизненную философию писателя оказали Г. Спенсер, Ч. Дарвин, К. Маркс и Ф. Энгельс; в значительной степени — Ф. Ницше. Джек Лондон давал высокую оценку произведениям русских писателей, особенно М. Горького (его роман «Фома Гордеев» Лондон называет «целительной книгой», которая «утверждает добро»).
В 1902 году Лондон побывал в Англии. Пребывание в Лондоне дало ему материал для написания книги «Люди бездны», которая имела успех в США (в отличие от Англии). По возвращении в Америку он читает в разных городах лекции, преимущественно социалистического характера, и организует отделы «Общестуденческого общества».
В январе 1900 года Джек Лондон женился на Бэсси Маддерн, невесте своего погибшего университетского приятеля, которая родила ему двух дочерей — Джоан и Бэсс. Летом 1903 года, влюбившись в Шармэйн Киттридж, писатель уходит из семьи и в ноябре 1905 года женится на ней. Во время Русско-японской войны 1904—1905 гг. Лондон работает военным корреспондентом. В 1907 году писатель предпринимает кругосветное путешествие на построенном по собственным чертежам судне «Снарк» (по замыслу Лондона, путешествие должно было продлиться 7 лет, но было прервано в 1909 году из-за болезни писателя). В путешествии был собран богатый материал для книг «Путешествие Снарка», «Рассказы южных морей», «Сын Солнца». К этому времени благодаря высоким гонорарам Лондон становится состоятельным человеком. Его гонорар доходил до 50 тысяч долларов за книгу, что было очень большой суммой. Впрочем, самому писателю денег постоянно не хватало.

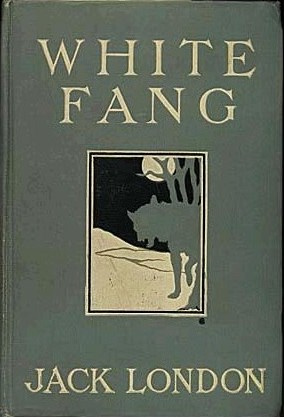
«Белый Клык». 1906. Первое издание

Многогранный талант Лондона принёс ему успех и в области сочинения утопических и научно-фантастических рассказов. «Голиаф», «Враг всего мира», «Алая чума», «Когда мир был юн» и другие привлекают оригинальностью стиля, богатством воображения и неожиданными ходами, несмотря на определённую схематичность и незавершённость. Развитая интуиция и жизненные наблюдения в стране «жёлтого дьявола» позволили Лондону предвидеть и ярко изобразить наступление эпохи диктаторов и социальных потрясений («Железная пята» — становление олигархической диктатуры в США), мировых войн и чудовищных изобретений, угрожающих существованию человечества.
В 1905 году писатель приобрёл ранчо в Глен-Эллен (Калифорния), которое неоднократно расширял в последующие годы. Увлёкшись сельским хозяйством, Лондон активно внедрял новейшие методы хозяйствования на своей земле, пытаясь создать «идеальную ферму», что в конце концов привело его к многотысячным долгам. Чтобы покрыть долги, писатель был вынужден заниматься литературной подёнщиной, писать низкопробные произведения на потребу популярным журналам (таковыми, по признанию самого автора, являлись «Приключение», «Смок Беллью»). В какой-то момент писательский труд даже начал вызывать у Лондона отвращение.
Весной 1914 года по заданию журнала «Кольерс» он отправился военным корреспондентом в Мексику, где писал статьи, оправдывающие вмешательство США во внутренние дела других государств, что вызвало бурю негодования товарищей по партии.
В последние годы Лондон переживал творческий кризис, в связи с чем стал злоупотреблять алкоголем (впоследствии бросил). Из-за кризиса писатель даже был вынужден пойти на приобретение сюжета для нового романа. Такой сюжет был продан Лондону начинающим американским писателем Синклером Льюисом. Лондон дал будущему роману название «Бюро убийств», однако написать успел совсем немного, так как вскоре скончался (в дальнейшем произведение завершил американский писатель Роберт Фиш, и оно было опубликовано в 1963 году).

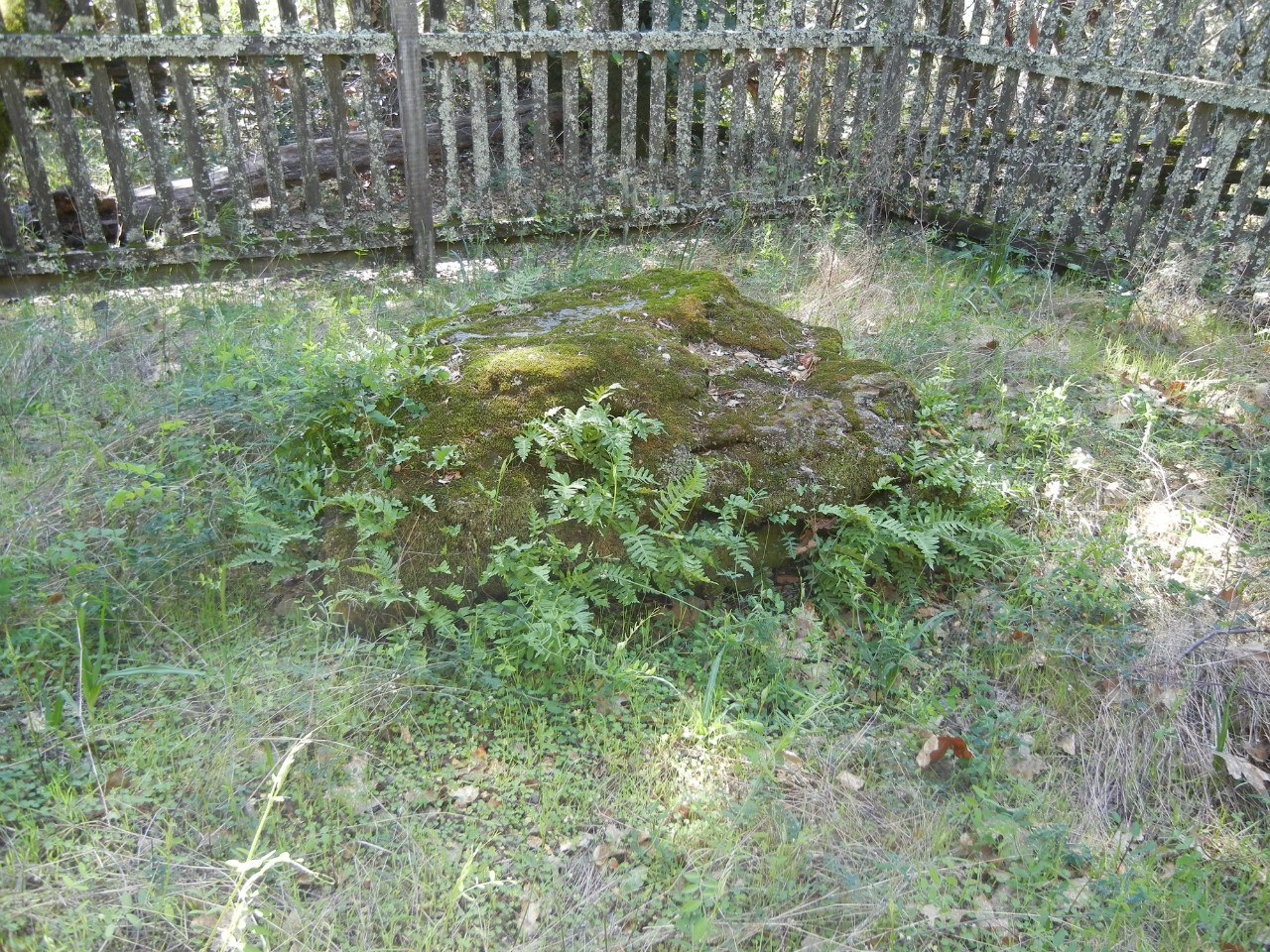
Могила Джека и Шармэйн Лондон в Государственном парке Джека Лондона, Глен-Эллен, штат Калифорния

Джон Лондон, известный всему миру как Джек Лондон, умер 22 ноября 1916 года, на 41-м году жизни, в Глен-Эллене от передозировки морфия. Этот препарат был прописан ему в качестве болеутоляющего средства (последние годы жизни Джек Лондон страдал от почечного заболевания — уремии). Самой известной является версия самоубийства. Суицидальные мысли и раньше нередко мучили писателя (например, об этом можно судить по сюжетным событиям романа «Мартин Иден»), однако доподлинно неизвестно, было ли это преднамеренное самоубийство или случайное отравление. О своих размышлениях по поводу добровольного сведения счётов с жизнью Лондон также упоминает в автобиографической повести «Джон Ячменное Зерно».
Флора Веллман на 6 лет пережила своего сына.

### Романы и повести
| Оригинальный заголовок                  | Русский перевод                             |
| --------------------------------------- | ------------------------------------------- |
| A Daughter of the Snows (1902)          | Дочь снегов                                 |
| The Cruise of the Dazzler (1902)        | Путешествие на «Ослепительном»              |
| The Call of the Wild (1903)             | Зов предков                                 |
| The Kempton-Wace Letters (1903)         | Письма Кэмптона — Уэсу                      |
| The Sea-Wolf (1904)                     | Морской волк                                |
| The Game (1905)                         | Игра                                        |
| White Fang (1906)                       | Белый Клык                                  |
| Before Adam (1907)                      | До Адама                                    |
| The Iron Heel (1908)                    | Железная пята                               |
| Martin Eden (1909)                      | Мартин Иден                                 |
| Burning Daylight (1910)                 | Время-не-ждёт                               |
| The Assassination Bureau (1910)         | Бюро убийств                                |
| Adventure (1911)                        | Приключение                                 |
| The Scarlet Plague (1912)               | Алая чума                                   |
| John Barleycorn (1913)                  | Джон Ячменное Зерно                         |
| The Abysmal Brute (1913)                | Лютый зверь                                 |
| The Valley of the Moon (1913)           | Лунная долина                               |
| The Mutiny of the Elsinore (1914)       | Мятеж на Эльсиноре                          |
| The Star Rover (1915)                   | Межзвёздный скиталец (Смирительная рубашка) |
| The Little Lady of the Big House (1916) | Маленькая хозяйка большого дома             |
| Jerry of the Islands (1917)             | Джерри-островитянин                         |
| Michael, Brother of Jerry (1917)        | Майкл, брат Джерри                          |
| Hearts of Three (1920)                  | Сердца трёх                                 |

### Рассказы
Джек Лондон написал более 200 рассказов, входящих в 16 сборников:
| Русское название                     | Оригинальное название      | Год издания |
| ------------------------------------ | -------------------------- | ----------- |
| Алоха Оэ                             | Aloha Oe                   | 1908        |
| Ату их, ату!                         | Yah! Yah! Yah!             | 1908        |
| Сын Волка                            | Son of the Wolf            | 1900        |
| Бог его отцов                        | The God of His Fathers     | 1901        |
| Дети мороза                          | Children of the Frost      | 1902        |
| Мужская верность                     | The Faith of Men           | 1904        |
| Луннолицый                           | Moon-face                  | 1906        |
| Любовь к жизни                       | Love of Life               | 1907        |
| Рассказы рыбачьего патруля           | Tales of the Fish Patrol   | 1906        |
| Потерявший лицо                      | Lost Face                  | 1910        |
| Рассказы южных морей                 | South Sea Tales            | 1911        |
| Когда боги смеются                   | When Gods Laughs           | 1911        |
| Храм гордыни                         | The House of Pride         | 1912        |
| Смок Беллью                          | Smoke Bellew               | 1912        |
| Сын Солнца                           | A Son of the Sun           | 1912        |
| Рождённая в ночи                     | The Night Born             | 1913        |
| Сила сильных                         | The Strength of the Strong | 1914        |
| Черепахи Тасмана                     | The Turtles of Tasman      | 1916        |
| Изданы посмертно                     |                            |             |
| Красное божество                     | The Red One                | 1918        |
| На циновке Макалоа                   | On the Makaloa Mat         | 1919        |
| Голландская доблесть (Для храбрости) | Dutch Courage              | 1922        |

Рассказы:
- «Алоха Оэ» (1908)
- Ату их, ату! (1908)
- Белое безмолвие (The White Silence, 1899)
- Бесстыжая
- Беспримерное нашествие (The Unparalleled Invasion, 1908)
- Болезнь Одинокого Вождя (1902)
- Бродяга и фея
- Бурый волк
- «Быки»
- В дебрях Севера (1901)
- В далёком краю
- Великая загадка
- Великий кудесник (1901)
- Вера в человека
- Враг всего мира (1908)
- Гиперборейский напиток
- Гниль завелась в штате Айдахо (статья, 1906)
- Дом Мапуи (1908)
- Дорога (The Road, 1907)
- Дочь северного сияния
- Дьяволы на Фуатино
- Жемчуг Парлея
- Жена короля
- Женское презрение
- За тех, кто в пути!
- Закон жизни (1900)
- Золотая зорька
- Золотое дно
- Золотой каньон (1905)
- Золотой мак
- Зуб кашалота
- История Джис-Ук
- Исчезновение Маркуса О'Брайена
- Как аргонавты в старину
- Как я стал социалистом (How I became a socialist)
- Картинки
- Киш, сын Киша (Keesh, the Son of Keesh, 1902)
- Когда боги смеются
- Конец сказки
- Костёр
- Кулау-прокажённый (Koolau the Leper, 1919)
- Кусок мяса
- Лига стариков (The League of the Old Men, 1902)
- Любительский вечер
- Любопытный отрывок (A Curious Fragment, 1908)
- Любовь к жизни (Love of Life, 1905)
- Маленький счёт Суизину Холлу
- Мауки
- Мексиканец (The Mexican, 1911)
- Местный колорит
- Меченый
- Мудрость снежной тропы
- Мужество женщины
- На берегах Сакраменто
- Ночь на Гобото (A Goboto Night, 1911)
- На Сороковой Миле
- На циновке Макалоа
- Нам-Бок — лжец
- Неожиданное
- Неукротимый белый человек (1908)
- О себе
- Однодневная стоянка
- Отступник (The Apostate, 1906)
- Перья Солнца
- Первобытный поэт
- По праву священника
- Под парусным тентом
- Польза сомнения
- Потерявший лицо
- Потомок Мак-Коя (1909)
- Прибой Канака
- Признание
- Приключение в воздушном океане
- Прощай, Джек! (1909)
- Рождённая в ночи
- Сакайчо, Хона Аси и Хакадаки (1895)
- Северная Одиссея
- Светлокожая Ли Ван (1901)
- Сила сильных
- Сказание о Кише (The Story of Keesh, 1902)
- Смирительная рубашка
- Смок Беллью
- Смок и Малыш
- Страшные Соломоновы острова (1908)
- «Сцапали» ("Pinched", 1907)
- Сын Волка (The Son of the Wolf)
- Там, где расходятся пути
- Тропой ложных солнц (The Sun Dog Trail, 1910)
- Тысяча дюжин (The One Thousand Dozen, 1904)
- Убить человека (1910)
- Храм гордыни
- Человек со шрамом
- Через стремнины к Клондайку
- Что значит для меня жизнь
- Чун А-чун
- Шериф Коны
- Шутка Порпортука (The Wit of Porportuk, 1910)
- Шутники с Нью-Гиббона
- Язычник (1908)

### Другие произведения
- The Road (1907) — Дорога (автобиографический очерк)
- John Barleycorn (1913) — Джон Ячменное Зерно (автобиографический очерк)
- The People of the Abyss (1903) — Люди бездны (эссе)
- Revolution, and other Essays (1910) — Революция (эссе)
- The Cruise of the Snark (1911) — Путешествие на «Снарке» (эссе)
- The Theft (1910) — Кража (пьеса)

## Переводы

### На русский язык
Джек Лондон был вторым после Х. К. Андерсена по издаваемости в СССР зарубежным писателем за 1918—1986 годы: общий тираж 956 изданий составил 77,153 млн экземпляров.

#### Собрания сочинений
- Джек Лондон. Собрание сочинений в 7 томах + дополнительный том. — М.: Государственное издательство художественной литературы, 1954—1957.
- Джек Лондон. Собрание сочинений в 14 томах. — М.: Правда, 1961. — (Библиотека «Огонёк»).
- Джек Лондон. Собрание сочинений в 13 томах. — М.: Правда, 1976. — (Библиотека «Огонёк»).
- Джек Лондон. Собрание сочинений в 4 томах. — М.: Правда, 1984.
- Джек Лондон. Авторский сборник 4 произведений. — М.: Правда, 1990.
- Джек Лондон. Собрание сочинений в 8 томах. — М.: Отечество; Полигран, 1993—1995.
- Джек Лондон. Собрание сочинений в 16 томах. — Харьков: Фолио[укр.], 1994.
- Джек Лондон. Собрание сочинений в 20 томах. — М.: Терра, 1998—1999.
- Джек Лондон. Собрание сочинений в 13 томах. — Харьков—Белгород: Книжный клуб, 2009.

## Экранизации
| Полный список экранизаций |
| --- |
| Мартин Иден (2017) 1. Просто мясо (2013) … рассказ 2. Крик в тишине (2012) … по мотивам рассказа «Френсис Спейт» 3. Jack London’s Love of Life (2012) … рассказ 4. Cara de luna (2011) … рассказ; короткометражка 5. Кусок мяса (2011) … рассказ; короткометражка 6. Burning Daylight (2010) Burning Daylight … рассказ 7. Зов предков (2009) Call of the Wild 8. Морской волк (сериал) (2008) Sea Wolf … роман 9. Морской волк (ТВ) (2008) Der Seewolf … роман 10. Crochet au coeur (2005) Crochet au coeur … рассказ 11. Por un bistec (2004) Por un bistec … рассказ 12. Jour blanc (2004) Jour blanc … роман 13. Cara perdida (2003) Cara perdida … рассказ 14. Развести огонь (2003) To Build a Fire 15. Железная пята олигархии (1998) … роман 16. Морской волк (1997) Sea Wolf, The … роман 17. White Fang (видео) (1997) White Fang … роман 18. Зов предков (ТВ) (1997) Call of the Wild: Dog of the Yukon, The … роман 19. Легенды Севера (1995) Legends of the North … рассказ 20. Аляска Кид (сериал) (1993) 21. White Fang (сериал) (1993) White Fang 22. Зов предков (ТВ) (1993) Call of the Wild … роман 23. Морской волк (ТВ) (1993) Sea Wolf, The … книга 24. Сердца трёх (ТВ) (1992) 25. Морской волк (сериал) (1991) … роман 26. Белый клык (1991) White Fang 27. Собака, которая умела петь (1990) … рассказ 28. Cesta na jihozápad (1989) Cesta na jihozápad … рассказ 29. Золотоискатели (1986) Cautatorii de aur 30. Мексиканец Фелипе Ривера (ТВ) (1984) Der Mexikaner Felipe Rivera … роман 31. Кража (ТВ) (1982) … пьеса 32. Klondike Fever (1980) Klondike Fever … роман 33. Приключения рыжего Майкла (1979) Mihail, cîine de circ … роман 34. Пропавшее золото инков (ТВ) (1978) Das verschollene Inka-Gold … рассказ 35. Мартин Иден (ТВ) (1976) … роман 36. Зов предков (ТВ) (1976) Call of the Wild, The … роман 37. Смок и Малыш (1975) … роман 38. Время — не — ждет (сериал) (1975) … роман 39. Lockruf des Goldes (сериал) (1975) Lockruf des Goldes 40. Морской волк (1975) Il lupo dei mari … роман 41. Il richiamo del lupo (1975) Il richiamo del lupo … роман 42. Приключения Кита (Кит и компания) (1974) Kit & Co. … рассказы 43. Белый клык (1973) Zanna Bianca … роман 44. Император севера (1973) Emperor of the North Pole … рассказ 45. Зов предков (1972) Call of the Wild, The … роман 46. Вой черных волков (1972) Der Schrei der schwarzen Wölfe … роман 47. Claim na Hluchem potoku (1972) Claim na Hluchem potoku … рассказ 48. Морской волк (сериал) (1971) Der Seewolf 49. Бюро убийств (1969) Assassination Bureau, The … роман 50. Nur Fleisch (ТВ) (1962) Nur Fleisch … рассказ 51. Убить человека (1960) … рассказ 52. Вольф Ларсен (1958) Wolf Larsen … роман 53. Мексиканец (1955) … рассказ 54. Боец (1952) Fighter, The … рассказ 55. Театр звёзд Шлица (сериал) (1951—1959) Schlitz Playhouse 56. Barricade (1950) Barricade … роман 57. Белый Клык (1946) … роман 58. Мексиканец (1944) Mexicano, El … рассказ 59. Аляска (1944) Alaska … роман 60. Приключения Мартина Идена (1942) Adventures of Martin Eden, The … роман 61. North to the Klondike (1942) North to the Klondike … рассказ 62. Sign of the Wolf (1941) Sign of the Wolf … рассказ 63. Морской волк (1941) Sea Wolf, The … роман 64. Королева Юкона (1940) Queen of the Yukon … рассказ 65. Torture Ship (1939) Torture Ship … рассказ 66. Зов волка (1939) Wolf Call … роман 67. Romance of the Redwoods (1939) Romance of the Redwoods … роман 68. Mutiny of the Elsinore, The (1937) Mutiny of the Elsinore, The … роман 69. Конфликт (1936) Conflict … роман 70. Бунтовщики из Эльсинора (1936) Mutinés de l’Elseneur, Les … роман 71. White Fang (1936) White Fang 72. Зов предков (1935) Call of the Wild, The 73. Морской волк (1930) Sea Wolf, The … роман 74. Смок Бэлью (1929) Smoke Bellew … рассказ 75. Construire un feu (1929) Construire un feu … роман 76. Tropical Nights (1928) Tropical Nights … рассказ 77. Prowlers of the Sea (1928) Prowlers of the Sea … рассказ 78. Stormy Waters (1928) Stormy Waters … рассказ 79. Burning Daylight (1928) Burning Daylight … роман 80. Devil’s Skipper, The (1928) Devil’s Skipper, The … рассказ 81. Haunted Ship, The (1927) Haunted Ship, The … рассказ 82. Morganson’s Finish (1926)Morganson’s Finish … рассказ 83. По закону (1926) … рассказ 84. Морской волк (1926) Sea Wolf, The … роман 85. White Fang (1925) White Fang … рассказ 86. Приключение (1925) Adventure … роман 87. Зов предков (1923) Call of the Wild … роман 88. Abysmal Brute (1923) Abysmal Brute … роман 89. Wolves of the Waterfront, The (1923) Wolves of the Waterfront, The … рассказ 90. Yellow Handkerchief, The (1923) Yellow Handkerchief, The … рассказ 91. Siege of the Lancashire Queen, The (1922) Siege of the Lancashire Queen, The … рассказ 92. Timberland Treachery (1922) Timberland Treachery … рассказ 93. Law of the Sea, The (1922) Law of the Sea, The … рассказ 94. Pirates of the Deep (1922) Pirates of the Deep … рассказ 95. Channel Raiders, The (1922) Channel Raiders, The … рассказ 96. Mohican’s Daughter, The (1922) Mohican’s Daughter, The 97. Giants of the Open (1922) Giants of the Open … рассказ 98. White and Yellow, The (1922) White and Yellow, The … рассказ 99. Сын волка (1922) Son of the Wolf, The … рассказ 100. Little Fool, The (1921) Little Fool, The … роман 101. Burning Daylight (1920) Burning Daylight … роман 102. Mutiny of the Elsinore, The (1920) Mutiny of the Elsinore, The … роман 103. Star Rover, The (1920) Star Rover, The … роман 104. Морской волк (1920) Sea Wolf, The … роман 105. Железная пята (1919) … роман 106. Не для денег родившись (1918) … рассказ 107. Iron Mitt, The (1916) Iron Mitt, The … рассказ 108. Burning Daylight: The Adventures of 'Burning Daylight' in Civilization (1914) … роман 109. Valley of the Moon, The (1914) Valley of the Moon, The … роман 110. Чечако (1914) Chechako, The … роман 111. Burning Daylight: The Adventures of 'Burning Daylight' in Alaska (1914)… роман 112. Северная одиссея (1914) An Odyssey of the North … рассказ 113. Мартин Иден (1914) Martin Eden … роман 114. John Barleycorn (1914) John Barleycorn … роман 115. Морской волк (1913) The Sea Wolf, … роман 116. Двое в пустыне (1913) Two Men of the Desert … роман 117. Происхождение человека (1912) Man’s Genesis … рассказ, в титрах не указан 118. Зов предков (1908) The Call of the Wild, … роман 119. Из за любви к золоту (1908) For Love of Gold … рассказ 120. Пиджак (2005) The Jacket, … по мотивам романа «Странник по звёздам, или смирительная рубашка» 121. Зов предков (2020) Call of the Wild … роман |

Фильмы по мотивам произведений Лондона ставили неоднократно. Известно более ста экранизаций трудов Джека Лондона. Сам писатель один раз сыграл эпизодическую роль моряка в первой экранизации своего романа «Морской волк» (1913).
- Из любви к золоту (1908), 9 мин, США
- По закону (1926), СССР
- Зов предков (1935), 95 мин, США
- Морской волк (1941), 100 мин, США
- Белый клык (1946), СССР
- Мексиканец (1955), СССР
- Зов предковruen (1972), 100 мин, Великобритания, Франция, Германия (ФРГ), Италия, Испания
- Император Севера (1973), 120 мин, США
- Белый клыкruen (1973), 102 мин, Франция, Италия, Испания
- Кит и Компания (Приключения Кита) (1974), 100 мин, ГДР
- Время-не-ждёт (1975), СССР
- Смок и Малыш (1975), СССР
- Мартин Иден (1976), СССР
- Пусть он выступит… (1982), СССР
- Кража (1982), СССР
- Морской волк (1990), СССР
- Белый клык (1991), 107 мин, США
- Сердца трёх (1992), Россия, Украина
- Морской волк (1993), 90 мин, США
- Аляска Кид (телесериал), (1993), Россия, Германия, Польша
- Белый Клык 2: Легенда о белом волке (1994), США
- Железная воля (1994), 109 мин, США
- Зов предковruen (1997), 91 мин, Канада
- Железная пята олигархии (1997), Россия
- Зов предковruen (2009), 87 мин, США
- Морской волк (2009), 180 мин, Канада, Германия
- Время не ждёт (2010), 102 мин, Канада
- Баллада Бастера Скраггса. Глава «Весь Голд-Каньон» (2018), США
- Зов предков (2020) 100 мин, США, Канада

### Радиопостановки
- «Кража» (1955), Радиокомпозиция спектакля театра им. Моссовета

## Память
- площадь в Окленде, в агломерации Сан-Франциско
- улица в Усть-Каменогорскe (Казахстан)
- озеро Джека Лондона (Магаданская область)
- Государственный парк Джека Лондона[англ.], Глен-Эллен, Калифорния (http://www.jacklondonpark.com)
- улица в Кривом Роге (Украина)
- улица в городе Волгограде

### Исследования и биографии
- Стоун, Ирвинг. Моряк в седле: Биография Джека Лондона. — М.: Молодая гвардия, 1960. — («Жизнь замечательных людей»).
- Быков, Виль. По следам Джека Лондона. — ISBN 5-211-03473-2
- Росин, Александр. Дом Волка. Возвращение к Джеку Лондону // Флорида. — 2005. — № 3 (51).
- Фонер, Филип. Джек Лондон — американский бунтарь. — М.: Прогресс, 1966. — 240 с.
- Богословский В. Н. Джек Лондон. — М.: Просвещение, 1964. — 240 с.
- Садагурский А. С. Джек Лондон: Время, идеи, творчество. — Кишинёв, 1978. — 200 с.
- Быков, Виль. Джек Лондон. — Саратов: Изд-во гос. ун-та, 1968. — 284 с.
- Балтроп, Роберт. Джек Лондон, человек, писатель, бунтарь. — М.: Прогресс, 1978. — 208 с.
- Танасейчук А. Б. Джек Лондон: Одиночное плавание. — М.: Молодая гвардия, 2017. — 331 [5] с.: ил. — (Жизнь замечательных людей: сер. биогр.; вып. 1659).